# 1912년 미국 하원의원 선거
1912년 미국 하원의원 선거는 1912년 미국에서 치러진 하원의원 선거로, 태프트 대통령의 보수적인 정책으로 계파 갈등을 겪던 공화당이 분열되어 진보당이 창당되었고, 이 분열로 인한 효과도 덤해 민주당은 같은 해 대선 승리와 하원 과반을 동시에 거머쥐게 된다.

## 선거 결과
| 정당   | 의석수 |
| ------ | ------ |
| 민주당 | 290석  |
| 공화당 | 134석  |
| 진보당 | 10석   |
| 무소속 | 1석    |
| 합계   | 435석  |

득표
| 정당   | 득표수     | 득표율 |
| ------ | ---------- | ------ |
| 민주당 | 8,446,624  | 43.14% |
| 공화당 | 6,849,927  | 34.99% |
| 진보당 | 2,609,578  | 13.33% |
| 사회당 | 1,259,273  | 6.43%  |
| 금지당 | 244,919    | 1.25%  |
| 기타   | 169,064    | 0.86%  |
| 총합   | 19,579,385 |        |